# Doo Wop (That Thing)
Doo Wop (That Thing) är en sång av Lauryn Hill, utgiven som singel den 10 augusti 1998. Sången finns med på Lauryn Hills debutalbum The Miseducation of Lauryn Hill, utgivet den 19 augusti 1998. "Doo Wop (That Thing)" nådde första plats på Billboard Hot 100.